# Frutos Joaquín Gutiérrez de Caviedes
Frutos Joaquín Gutiérrez de Caviedes (Villa del Rosario, Colombia, 27 de octubre de 1770-Pore, Colombia, 25 de octubre de 1816) fue un político, filósofo, militar neogranadino. 
Como orador fue llamado el Demóstenes colombiano, fue uno de los firmantes del Acta de independencia del 20 de julio de 1810 junto a Camilo Torres Tenorio, entre otros. Además fue profesor de práctica del general Francisco de Paula Santander que era su sobrino.

## Biografía
Nació el 27 de octubre de 1770 en la Villa del Rosario, hijo del alférez Juan Ignacio Gutiérrez y de Bárbara Antonia de Bonilla.
A los 14 años de edad hacía la petición para vestir la beca del colegio de San Bartolomé, la cual le fue concedida el 18 de octubre de 1784. En el claustro consiguió destacarse entre los alumnos concurrentes de la época en forma tal que, algún tiempo después, el colegio de los padres de la Compañía de Jesús le otorgó el título de doctor en Ciencias Políticas y doctor en Derecho Canónico. Defendió las rentas del colegio como abogado con un éxito feliz, actuación que le valió que, cuando sólo alcanzaba la edad de 24 años, la Real Audiencia de Santafé le recibió como abogado, habiendo obtenido así, casi simultáneamente también la cátedra de Derecho Canónico del mismo colegio donde había sido antes pasante de estudios, secretario y catedrático de leyes y por último preceptor del mismo claustro y su prestigio era tal que en concepto del general Pablo Morillo, Gutiérrez de Caviedes aprecia como uno de los principales revolucionarios en virtud de que era maestro de derecho público.
Fue docente en práctica forense de un joven Francisco de Paula Santander.

### Guerra de independencia
Gutiérrez de Caviedes hizo parte del grupo que con Antonio Nariño y Camilo Torres prepararon el ambiente en medio al cual estalló la revolución emancipadora de 1810
Al estallar las revueltas del 20 de julio de 1810, Frutos Joaquín es elegido como secretario de la Junta Suprema y miembro de la comisión de negocios diplomáticos internos y externos, por sus grandes dotes oratorios.
Firmó el acta de independencia ese día y fue orador con Acevedo y Gómez y con Carbonell.
Estuvo en la sección de negocios diplomáticos externos e internos, fue vocal y secretario de Estado y encargado de dirigir las impresiones oficiales. En 1811 fue elegido representante por Pamplona en el Congreso de las Provincias Unidas de la Nueva Granada y participó en la Constitución de Cundinamarca y en 1812 fue miembro del Congreso Nacional. Teniente gobernador del estado federal de Tunja a partir de 1813.
El 24 de agosto, desde la hacienda de El Rabanal, da cuenta de persecuciones que ha padecido al gobernador de Tunja de la siguiente manera:

"suponiendo haber recibido vuestra excelencia el aviso que di desde Santafé al supremo gobierno de Tunja de que disponía salir de alli para dirigir mis pasos al territorio de esta república, tengo ahora el honor de poner en noticia de vuestra excelencia que me hallo ya dentro de los limites del feliz gobierno de vuestra excelencia acercándome al pueblo de Tinjacá a esperar la reunión de los señores mis compañeros representantes de las provincias para el congreso general, invitados a concurrir a uno de estos puntos para la sesión previa en que se haya de fijar el de la residencia de aquel cuerpo. Doy por bien sufridas las persecuciones que he padecido, siendo ellas las que han acelerado mi marcha tal vez para ser el primero que anuncie a vuestra excelencia este suceso en que he tenido tanta parte".
Frutos Joaquin Gutierrez

En el congreso de 1815 reunido en Bogotá, el doctor Gutiérrez de Caviedes fue designado presidente y así lo vemos firmando como tal la ley sobre celebración del 20 de julio, en memoria de la transformación política. Esta ley dispuso que esa celebración se consagrara en ejercicios de piedad, testimonio de la gratitud y acción de gracias al ser supremo por el beneficio de la libertad.
Después de eso fue elegido en 1815 como presidente de la Nueva Granada, pero por los problemas internos tuvo que deja el cargo a sus colegas. Con la derrota Napoleónica en Europa, España vio la oportunidad perfecta para recuperar sus territorios rebeldes, así comenzando la época del terror, donde fue capturado cuando esperaba llegar a Venezuela y dirigido a Pore por órdenes del pacificador Matías D'Escute.

## Muerte
Moriría fusilado en Pore (Casanare), el 27 de octubre de 1770.
Y en este mismo mes de su fusilamiento, en Bogotá quemaban su retrato en la plaza mayor, acto que fue presidido por las autoridades españolas. Había contraído matrimonio en Santafé, con doña Josefa Ballén de Guzmán, el 17 de febrero de 1794. Ella, como esposa de Fruto Joaquín y hermana de Nicolás Ballén de Guzmán, sufrió la pena del destierro, previa confiscación de sus bienes, siendo confinada a Simijaca, desde el mes de agosto de 1816
A la viuda de Gutiérrez, Josefa Ballén de Guzmán, que fue desterrada y confinada a Simijaca (Cundinamarca), el general Francisco de Paula Santander le asignó una pensión después de lograda la independencia, de la que Frutos Joaquín Gutiérrez es considerado uno de los más influyentes promotores e ideólogos.

### Legado
Con su muerte y la de muchos intelectuales ayudaría a unir la ideas entre los patriotas que se vería en la entrada triunfal del Libertador Simón Bolívar a Venezuela y la Nueva Granada con eso se lograría la unión de estas naciones en la Gran Colombia.

## Obras
Las llamadas «Cartas de Suba», en las cuales Gutiérrez expresó su pensamiento sobre la conformación de las Juntas de Gobierno. Desafortunadamente este documento aún no se ha encontrado, a pesar de los esfuerzos de los investigadores de la Independencia. Según su autor, las Cartas fueron publicadas en febrero y marzo de 1809, dadas a la publicidad con argumentos en favor de la libertad y con el reclamo de los derechos de las Américas